# Kiso (village)
Pour les articles homonymes, voir Kiso (homonymie).
Ne doit pas être confondu avec Kiso (bourg).
Kiso (木祖村, Kiso-mura) est un village du district de Kiso, dans la préfecture de Nagano au Japon.

## Géographie

### Démographie
Au 1er juillet 2018, la population de Kiso s'élevait à 2 929 habitants répartis sur une superficie de 140,5 km2,.

## Transports
Le village de Kiso est desservi par la ligne principale Chūō de la JR Central.

## Personnalités liées
- Eitarō Shinohara (1885-1955), homme politique, maire de Kyoto et gouverneur des préfectures de Yamagata, Okayama et Aichi, y est né.